# Ил-4
ДБ-3Ф — советский двухмоторный дальний бомбардировщик периода Второй мировой войны, разработанный в ОКБ-39 Наркомата авиационной промышленности под руководством Главного конструктора С. В. Ильюшина. Постановлением Государственного комитета обороны СССР № 1498 от 26.03.1942 года самолёт ДБ-3Ф был переименован в Ил-4.
Самолёт является дальнейшим развитием ДБ-3 под более мощные моторы и с обновлённым оборудованием, с новой кабиной штурмана, новым фюзеляжем (под другую технологию производства, разработанную для Ли-2), крылом с новым лонжероном и пневматическим управлением уборкой шасси.
Самолёт имел обозначение НАТО: Bob.

## История создания[1]
Большое количество принципиальных недостатков самолёта ДБ-3, существенно снижающих его фактические боевые возможности, привело к появлению модернизации самолёта в три этапа, так называемые «стадия А», «стадия Б» и «стадия В». Так были созданы самолёты модификаций «ДБ-3А», «ДБ-3Б» и «ДБ-3В».
В 1938 году начались работы по установке на самолёт ДБ-3 нового на тот момент мотора М-88. Помимо более мощных моторов, на самолёте планировалось изменение состава вооружения, повышение боевой живучести и улучшение состава оборудования. При этом учитывался весь опыт по модернизации ДБ-3 вариантов А, Б и В.
От серийных ДБ-3 новый самолёт внешне отличался в первую очередь новой носовой веретенообразной частью фюзеляжа с обширным остеклением кабины штурмана. Такое конструктивное решение было использовано после ознакомления с трофейным немецким бомбардировщиком Heinkel He 111B, захваченным в ходе войны в Испании летом 1937 года и вывезенным в Советский Союз. Хейнкель испытывался в НИИ ВВС под обозначением «самолёт 31».
На новом самолёте, получившем индекс ЦКБ-30Ф, помимо новой носовой части, были следующие изменения:
- полностью изменён силовой набор планера под плазово-шаблонную технологию производства;
- установлены новые моторы М-88 с новыми капотами, и новые воздушные винты изменяемого шага ВИШ-23Т;
- смонтирована пулеметная шаровая установка в носу самолёта (пулемёт ШКАС);
- новое крыло увеличенной площади и с другим профилем, новые элероны и щитки;
- новые основные стойки шасси с упрощённой кинематикой, пневматики увеличенного размера с более эффективными тормозами;
- полностью переделана топливная система, другие бензобаки с протектором, введена система нейтрального газа.

Первый полёт на ЦКБ-30Ф был выполнен 21 мая 1939 года, лётчик-испытатель Коккинаки. Опытный самолёт требовалось представить на государственные испытания к 1 августа 1939 года.
Из-за затянувшихся проблем с новыми моторами М-88 главным конструктором было принято решение предоставить на испытания самолёт с моторами М-87Б в капотах «типа Ф» и воздушными винтами ВИШ-3. Испытания проходили с 31 августа по 18 сентября 1939 года.
В отчёте по испытаниям было отмечено, что летные данные самолёта оказались ниже, чем у ЦКБ-30Ф с М-88, в то же время отмечены несомненные достоинства, по сравнению с ДБ-3.
Приказом НКАП № 256 от 15.08.1939 года Ильюшин был освобождён от всех работ, кроме модификации ДБ-3 2х М-88 и постройки БШ-2 (Ил-2).
Началась подготовка самолёта к серийному производству. Самолёт с моторами М-87Б именовался как ДБ-3М, а получивший моторы М-88 — ДБ-3Ф.
Из-за огромной спешки по внедрению в производство «сырых» машин преследовали многочисленные проблемы, в том числе и аварии при заводских облётах. ОКБ-39, пытаясь устранить основные дефекты ДБ-3М, вносило огромное количество поправок в документацию. К 1 апреля 1940 года изменили 7290 чертежей. Уже собранные на заводах самолёты разбирали, переделывали и вновь собирали. Мотор М-88 был доработан до варианта М-88А и в таком виде был признан годным к установке на самолёт, с условием доводки (со второй половины 1940 года был модернизирован до М-88Б)
В апреле-мае 1940 года серийный ДБ-3М 2-й серии производства завода № 39 (самолёт заводской № 390204) испытывался в НИИ ВВС КА, где получил неудовлетворительную оценку, в том числе и из-за очень плохого качества сборки планера.
К лету 1940 года был готов самолёт-эталон, который получил все известные на тот момент доработки и изменения в конструкции. Самолёт получил моторы М-88 в капотах «типа Б» с механическим тросовым управлением юбкой капота, стрелковые турели МВ-2 и МВ-3. Этот самолёт испытывался в НИИ ВВС до 29 октября 1940 года.
Согласно приказу НКАП № 228 от 23 мая 1940 года все самолёты военного назначения (в том числе и ДБ-3М), начиная с 25 мая выходят с заводов только в маскировочной окраске: а) верхняя поверхность крыльев и оперений, боковые поверхности фюзеляжей — зеленоватый цвет; б) нижняя поверхность крыльев, оперений и фюзеляжа — бледно-голубоватый цвет.

## Варианты
- ЦКБ-30Ф — опытная машина с моторами М-88, прототип.
- ДБ-3М — серийный самолёт с моторами М-87Б.
- ДБ-3Ф — серийный самолёт с моторами М-88, в дальнейшем переименован в Ил-4.
- ДБ-3ФТ (ДБ-3Т) — серийный вариант для морской авиации, самолёт-торпедоносец с торпедным мостом наружной подвески Т-18, позволявшим нести одну торпеду типа 45-36АН или 45-36АВА или мину МАВ-1 на минодержателе МД-39, в дальнейшем ассортимент возимых мин был расширен. После снятия моста самолёт мог использоваться как обычный бомбардировщик. Для прицельного сброса торпедной подвески самолёт оборудовался специальным прицелом ПТН-5. В неиспользуемый объём грузоотсека мог монтироваться дополнительный бензобак. Характерная особенность самолётов морской авиации — это верхнее расположение обтекателя рамочной антенны РПК-2. После 1942 года ДБ-3Т именовался как Ил-4Т. Также в части морской авиации передавались «сухопутные» ДБ-3ф и Ил-4, которые по мере возможностей подвергались переделке.
- ДБ-3Ф система «Кварц» — опытный самолёт телеуправления «летающей бомбой» ТБ-3. Работы велись заводом № 379, НИИ-20 и НИИ- 21. Система телеуправления называлась «Кварц». При формировании авиаотряда специального назначения летом 1941 года в него включили один командный ДБ-3Ф, который испытывался в боевых условиях. Достоверных данных о применении самолёта нет.
- Ил-4ТК — экспериментальный высотный разведчик. Работы по самолёту были начаты во исполнение Постановления ГКО от 12 ноября 1942 года. По программе было переоборудовано два опытных экземпляра (при планируемых трёх). Это высотный вариант с-та ДБ-3Ф с герметичной кабиной на два члена экипажа (лётчик и штурман), с моторами М-88Б, оборудованными турбокомпрессорами. Ввиду неудачных полученных результатов и отсутствии насущной необходимости на фронте самолётов этого типа программа была прекращена решением Главного конструктора 10 ноября 1943 года.[2]
- Ил-4 «аэрофото» — фоторазведчик, 1946 год.

Примечание: название ДБ-3М использовалось в техописаниях и отчётах НИИ ВВС. Военная приёмка делила бомбардировщики на «ДБ-3Ф М-87» и «ДБ-3Ф М-88». Со второй половины 1940 года во всех документах новые бомбардировщики Ильюшина фигурируют как ДБ-3Ф независимо от марки моторов. С 1942 года название ДБ-3Ф заменено на Ил-4.

## Эксплуатация и боевое применение[3]

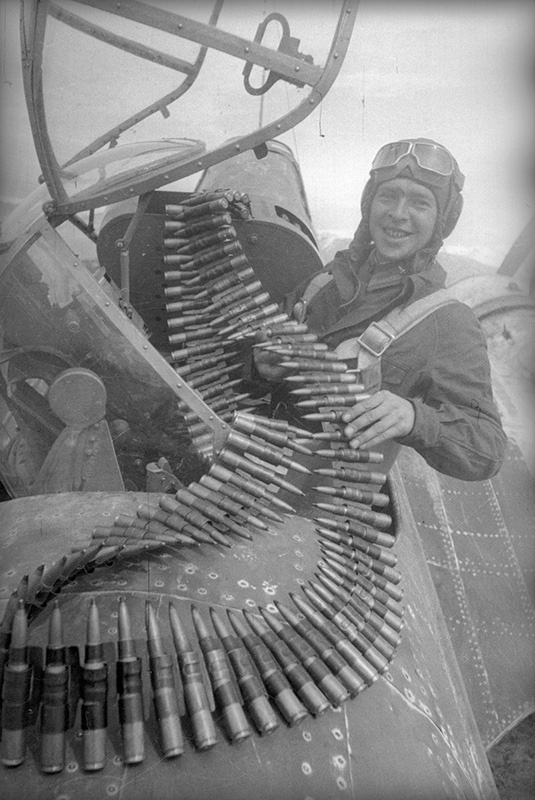
Бортстрелок Ил-4

В войска ДБ-3Ф начали поступать с марта 1940 года. Планировалось провести войсковые испытания машины на финском фронте, передав по десять самолётов в ВВС 7-й и 14-й армий, но война с Финляндией кончилось. Фактическое освоение ДБ-3Ф в полках развернулось в мае-июне 1940 года.
Из письма заместителя начальника ВВС Смушкевича новому наркому обороны маршалу Тимошенко:
```
«Пилотажные качества самолётов ДБ-3Ф в значительной степени ухудшились по сравнению с качествами самолёта ДБ-3… Первый же месяц эксплуатации этих самолётов выявил ряд серьёзнейших дефектов и недостатков конструктивно-производственного порядка…»
```

В 1940 году было начато формирование дивизий и корпусов дальней авиации. Всего к началу войны было сформировано пять авиационных корпусов (в каждом по две дивизии), три авиадивизии и отдельный полк.
С июня 1940 года в СССР было начато формирование эскадрилий пикирующих бомбардировщиков в 42-м, 12-м, 21-м и 8-м дальнебомбардировочном АП. Попытки бомбометания с пикирования проводились и ранее на самолётах ДБ-3Б и СБ. Специально доработанные самолёты ДБ-3Ф поступали с завода № 39. Однако как пикировщик, ДБ-3Ф оказался непригоден.
К лету 1941 года основные недостатки ДБ-3Ф были в целом устранены, однако самолёт существенно отставал от тех требований, которые предъявляло командование ВВС. Оставляло желать лучшего оснащение радио и приборным оборудованием, на самолёте не было никакого отопления, а по вопросам эксплуатации и ремонта ДБ-3Ф сильно проигрывал своим конкурентам — самолётам производства Германии. ДБ-3Ф первых серий к началу войны не все успели доработать люковой пулемётной установкой. Была проведена большая работа по разработке для ДБ-3Ф автопилота и все серийные машины предусматривали монтаж этого оборудования, но в реальности до конца войны автопилот на Ил-4 был редкостью.
С началом войны 22-23 июня полки ДБ-3 использовались по своему прямому назначению, то есть наносили бомбовые удары по целям в Польше и Восточной Пруссии. Однако далее их стали использовать как штурмовики по наступающим войскам противника, что резко увеличило потери среди экипажей.
3 июля 1941 года директива Ставки ВГК предписала изменить способы применения дальних бомбардировщиков, перейдя на ночные действия и бомбометание с больших высот, но фактически дальние бомбардировщики продолжали применяться как фронтовые, работая в лучшем случае по ближним тылам противника. В итоге к концу июля на западном направлении осталось всего 75 исправных ДБ-3 — что чуть больше одного полнокровного довоенного полка. В таких условиях корпусная структура стала излишней, и корпуса ликвидировали.
Из-за начавшейся эвакуации промышленности вглубь страны постройкой ДБ-3Ф занимался единственный завод в городе Комсомольске-на-Амуре. В среднем промышленность поставляла фронту два ДБ-3Ф в сутки, а теряли по восемь. За первые шесть месяцев войны в действующие полки дальнебомбардировочной авиации поступило всего 170 ДБ-3Ф, при потере 1150.
Положение с поставкой самолётов стало улучшатся к весне 1942 года. Для перегонки самолётов с востока сформировали 12-ю перегоночную авиагруппу, к которую вошли девять эскадрилий по семь экипажей в каждой. Экипажи формировали из лётчиков ГВФ.
Мощностей одного завода № 126 было недостаточно для восполнения потерь. 9 марта 1942 года к производству ДБ-3Ф начал готовиться завод № 81, расположившийся в цехах эвакуированного завода № 39. Затем эту задачу передали другому московскому заводу № 23. Завод № 81 должен был обеспечивать его консолями, элеронами, щитками и бензобаками. Но вскоре функции полностью разделили. 81-й завод стал только собирать ДБ-3Ф из привозных узлов (с февраля и до конца года он собрал 77 машин), а 23-й начал со сборки в мае 1942 года, а потом и стал делать ДБ-3Ф целиком. В Комсомольске завод № 126 стал сборочным, часть готовых узлов фюзеляжа и крыла для ДБ-3Ф стал делать ремзавод в Хабаровске.
Тогда же в 1942 году промышленность освоила изготовление для ДБ-3Ф подвесных баков из фибры, увеличивающих продолжительность полёта на полтора часа.
5 марта 1942 года была сформирована Авиация дальнего действия, выведенная из состава ВВС и подчинённая непосредственно Ставке ВГК. В неё первоначально вошли восемь дивизий, из них пять — на Ил-4. В АДД были переданы не все полки, вооружённые Ил-4 (ДБ-3Ф). Некоторое количество этих самолётов было в бомбардировочных частях 5-й воздушной армии, в разведывательных полках и у моряков.
С весны 1942 года турель МВ-3 стали заменять турелью УТК-1 с пулемётом УБТ калибра 12,7 мм и боезапасом в 200 патронов.
Летом 1942 года часть сил АДД задействовали против наступающих войск противника. С июля начались налёты на цели в Восточной Пруссии, а затем и на Берлин, Будапешт, Бухарест. Вылет на радиус мог по продолжительности занимать до двенадцати часов, что при откровенно спартанских условиях в кабине сильно выматывало экипажи. Из воспоминаний:
```
«По своей природе Ил-4 неустойчив, каждую секунду норовит завалиться в крен, уйти с курса, забрать или опустить нос. Нужно беспрерывно крутить штурвал, чтобы самолёт летел в заданном режиме. Гул моторов, однообразные движения штурвалом то вправо, то влево, на себя, от себя укачивают, прямо-таки убаюкивают. И лётчик как будто и с открытыми глазами сидит, но приборов не видит. Его сознание на миг отключается. Спит человек. Сон этот длится секунду, может, две, но тут же, мгновенно очнувшись, кажется тебе: спал вечность! А поэтому руки начинают бессознательно крутить штурвал, и не всегда в ту сторону, куда нужно. Чтобы избавиться от этой беды — от сонливости, мы брали в полёт нашатырный спирт. Некоторые мои однополчане так и сложили головы не над целью, где извергают огонь вражеские зенитки, где роятся «мессеры», а в обычном полёте, потеряв бдительность. Все это хорошо знали, но выдержать постоянное напряжение в длительных полётах не могли. Это было выше физических сил…». Дважды Герой Советского Союза А. И. Молодчий
```

```
«Управление нельзя было бросить ни на секунду: при самой идеальной нейтральной регулировке руля высоты машина с брошенным управлением без раздумий, совершенно произвольно лезла вверх или, если ей так вздумается, заваливалась с ускорением вниз. Она нахально «висела» на руках и в длительных многочасовых полётах выматывала пилотов изрядно». Решетников В. В.
```

Также отмечалось, что при отказе одного мотора «…без вмешательства штурмана через второе управление длительный полёт практически невозможен…»
Гидравлический автопилот АВП-12 (там, где он был) имел низкое быстродействие и его не рекомендовалось использовать в болтанку. При отказе одного мотора триммера руля направления не хватало и лётчику приходилось постоянно давить на педаль, компенсируя несимметричную тягу.
В Сталинградской операции было задействовано порядка 480 Ил-4.
26 марта 1943 года семь полков АДД, летающих на Ил-4, получили звание гвардейских.
Приказом НКАП от 27 марта 1943 года предусматривалось на всех серийных заводах, строящих Ил-4, внедрить производство консолей крыла увеличенной стреловидности, фанерной обшивки, дополнительных бензобаков, элеронов с полотняной обтяжкой и аэродинамической компенсацией, противопыльных фильтров на всасывающих патрубках моторов и пламегасителей выхлопа. Весь комплекс работ хотели освоить к маю 1943 года, выпустив на каждом предприятии эталонные самолёты. Завод № 23 подготовил такую машину к середине июня, заводы № 39 и 126 — в июле. Крыло «со стрелкой» несколько смещало заднюю центровку самолёта, что делало его более устойчивым в полёте.
Так как Ил-4 в дальних рейдах летали в основном в тёмное время суток, то насущной необходимостью были пламегасители на выхлопных патрубках моторов. Начиная со 127 производственной серии, были внедрены заводские пламегасители ГАМ-9.
Самолёты выпуска 1942—1943 годов характеризуются большим количеством производственных недостатков и откровенного брака. Встречались несоблюдение профиля крыла, закрутка его сечений относительно друг друга, вмятины и хлопуны обшивки. Окантовка фонарей отставала от плексигласа. Люки имели щели, между сдвижной частью фонаря пилота и гаргротом фонаря зазор доходил до 40 мм. Допуски на стыковку отдельных частей превышались на 100—120 %. Самолёты красились с нарушением технологии, без грунтовки, с потёками и осевшей пылью. Фанерные гаргроты полагалось шпаклевать, но делали это плохо, шпаклёвка трескалась. Щели у рулей были не постоянны по радиусу.
В течение 1943 года в конструкцию Ил-4 внесли целый ряд существенных изменений, наиболее значимое — это так называемое «крыло со стрелкой», спроектированное в феврале 1943 года. Смысл доработки был в придании ОЧК небольшой стреловидности, что смещало диапазон продольных центровок ближе к хвосту и делало самолёт более устойчивым в полёте. Одновременно был уменьшен вынос шасси на 120 мм. Другие изменения в конструкции:
- установили пружинные компенсаторы усилий в проводке управления;
- смонтировали противообледенительную систему;
- заменили освещение в кабине на ультрафиолетовое;
- замена радио, СПУ на новые;
- установка так называемого автомата курса АПГ-1;
- прочие доработки.

Мотор М-88 в очередной раз переделали в М-89, но из-за множества недостатков этот мотор в серию не пошёл. По наработкам был создан мотор М-88Ф, но и он массово не выпускался. Несколько самолётов Ил-4 были построены с моторами М-82, но обладая рядом существенных недостатков, для устранения которых требовалась значительная переделка самолёта, ограничились постройкой опытной партии. Самолёты по прежнему комплектовались моторами М-88Б.
Ил-4 приняли участие во всех крупных операциях 43-го года. К сражению на Курской дуге привлекли 740 самолётов АДД, в основном это были Ил-4. В июле-сентябре дальние бомбардировщики помогали прорвать блокаду Ленинграда.
В 1944 году интенсивность боевой работы полков Ил-4 была увеличена, совершались массированные налёты на города Финляндии, в Крыму, по объектам в Румынии. В нюне самолёты АДД приняли участие в Белорусской операции, в общей сложности было задействовано 1226 машин.
С октября 1944 года часть самолётов Ил-4 стала поступать с новыми флюгируемыми при отказе мотора воздушными винтами типа УФ-61-11Ф.
В Берлинской операции задействовали около 500 дальних бомбардировщиков.
На 10 мая 1945 года 18-я воздушная армия (в которую преобразовали АДД 6 декабря 1944 года) имела в составе 593 Ли-2, 553 Ил-4, 357 В-25Э, 101 Ер-2, 39ТБ-3 и 32 Пе-8. Из 73 полков на Ил-4 летали 28.
После окончания войны в Европе Ил-4 применялись в войне против Японии. Из-за полного господства советской авиации бомбардировщики применялись в светлое время суток и в сопровождении истребителей.
После окончания боевых действий производство Ил-4 было прекращено (последние четыре самолёта были собраны в 1946 году). Самолёты эксплуатировались в войсках до начала 1950-х годов, затем были списаны по износу и в связи с перевооружением авиации на новые перспективные типы. Интересно, что некоторые авиационные полки, всю войну пролетавшие на Пе-2, после войны были перевооружены на Ил-4.
После войны, с объявлением курса страны на демилитаризацию, рассматривался вопрос о применении выведенных из армии Ил-4 на гражданском поприще. «Аэрофлот», рассмотрев все возможные аспекты, отметил, что применение Ил-4 для перевозок нецелесообразно, так как самолёт, имея полезный объём грузового отсека всего 6 м³ и коммерческую нагрузку не превышающую 1200 кг, при достаточно высоком расходе горючего имеет плохую устойчивость, управляется одним пилотом и не имеет автопилота. Тем не менее шесть самолётов взяло себе Министерство внутренних дел. Самолёты эксплуатировались в интересах «Дальстроя», выполняя аэрофотосъёмку труднодоступных районов страны. Семь Ил-4 взяло себе Министерство геологии и использовало самолёты для доставки грузов, и также для аэрофотосъёмки. Ещё два самолёта были переделаны в летающие лаборатории: один у Министерства связи для испытаний нового оборудования, а второй у Министерства сельхозмашиностроения — в послевоенные годы на Минсельхозмаш Правительство СССР «повесило» ряд программ по созданию новых управляемых боеприпасов.

## Конструкция самолёта
(нижеприведённая информация даётся по фактическому техническому описанию самолёта и другой документации тех лет. В тексте могут использоваться слова и фразы из документации, отличные по написанию и произношению от современных, они будут выделены курсивом)
На протяжении всего производства в самолёт вносились многочисленные изменения и доработки, также самолёты разных заводов имели весьма заметные отличия.

### Общая информация
ДБ-3Ф — двухмоторный дальний бомбардировщик с большой продолжительностью полёта. Конструктивно — это цельнометаллический свободнонесущий моноплан классической компоновки с двухопорным шасси. Экипаж состоит из трёх человек: лётчика, штурмана и стрелка-радиста. На самолёте в двух мотогондолах на крыле смонтированы два звездообразных мотора воздушного охлаждения с автоматическими воздушными винтами изменяемого шага.

### Планер
Фюзеляж цельнометаллический, дюралевый, овального в плане сечения, с силовым набором и с гладкой обшивкой.
Силовой каркас фюзеляжа состоит из лонжеронов, стрингеров н шпангоутов (рам), которые пересекаясь между собой, образуют сетку со средними размерами окна около 300×400 мм. Шпангоуты были двух типов: обычные изготовлены из П-образных дюралевых профилей, усиленные шпангоуты № 1, 8, 14, 31 и 34 — цельноштампованные из дюралевого листа или клёпаные — из профилей и листа. Всего в каркасе 34 шпангоута (по нумерации на сборочном чертеже).
Обшивка фюзеляжа была выполнена из приклёпанных к каркасу двухрядным заклёпочным швом гладких листов дюраля толщиной от 0,5 до 1 мм. В носовой части клепка потайная, далее — заклёпками с чечевичной головкой.
Весь фюзеляж делится на четыре части: кабину штурмана, кабину пилота, бомбоотсек и хвостовую часть. Заканчивается отъёмным хвостовым коком.
Кабина штурмана начинается носком — прозрачной полусферой диаметром 700 мм с пулемётной установкой «НУ» и заканчивается перегородкой по раме № 5. Носок крепится к 1-му силовому шпангоуту болтами. В маршрутном полёте и при работе с бомбоприцелом штурман находится на сидении. Сиденье штурмана для удобства перемещения не имело чашки под парашют и позволяло свободно двигать корпусом штурману в направлении вперёд-назад.
При стрельбе из пулемёта штурман лежит головой в направлении линии полёта, поэтому в передней части кабины сделан мягкий настил, далее пол гофрированный металлический. Кабина штурмана имеет хорошее остекление (ок. 50 окон). Слева и справа находятся сдвижные форточки. Снизу кабины расположен большой входной люк с прозрачным покрытием из плексигласа. На плексигласе нанесены линии разметки (сноса), облегчающие прицеливание при бомбометании. На потолке штурманской кабины располагался аналогичный по конструкции входному астрономический люк, который также можно использовать для аварийного покидания самолёта. Для работы с картами справа по борту крепился откидной столик.
Рядом с входным люком находится ещё один маленький лючок с двумя створками для работы с бомбовым прицелом ОПБ-2М. В походном положении прицел крепится в кабине, а при бомбометании он вставляется в основание (плиту прицела) на полу кабины.
У штурмана имелось второе управление самолётом: ножное и ручное управление рулями, управление триммером руля высоты, секторы газа и пилотажные приборы.
Пилот находился в отдельной кабине, ограниченной перегородками по шпангоутам № 5 и № 8. Остеклённый оргстеклом фонарь кабины пилота выступал над фюзеляжем, переходя в подголовник. Фонарь состоял из козырька, неподвижной и подвижной частей. Подвижная секция откатывалась на роликах назад. С левой стороны фонаря имелась сдвижная форточка. Пилот сидел в кресле с заголовником и бронеспинкой. Кресло могло регулироваться под рост пилота, перемещаясь в секторном механизме по высоте. В чашку сиденья укладывался парашют. Лётчик влезал в кабину по крылу, держась за поручень на левом борту фюзеляжа.
За креслом пилота находилась перегородка с двумя окнами, через которые лётчик мог наблюдать за бомбами в бомбоотсеке.
Бомбовый отсек (по документации на самолёт — специальный отсек) занимал всю среднюю часть самолёта от рамы (шпангоута) № 8 до № 14. Все шпангоуты отсека не имели нижних частей и концами крепились к лонжеронам и бортовым нервюрам центроплана. В отсеке по обе стороны от продольной оси установлены бомбовые кассеты. В полёте отсек закрыт сворками.
Хвостовая часть фюзеляжа между шп. № 14-34. Здесь находится кабина стрелка-радиста с его рабочим местом и поворотным (по радиусу) сидением, с регулировкой по высоте. Для входа в кабину снизу имелся люк. Кабина имела пол из гофрированного дюралевого листа от шп. № 14 до шп. № 23. На потолке кабины расположена верхняя турель, для стрельбы из которой стрелок стоял на специальных подножках (по бортам между рамами 21-23). При наличии нижней стрелковой точки для стрелка оборудовали место на матраце, уложенном на деревянном настиле в задней части кабины между шп. 21-23. В кабине имелись четыре окна — два под верхними лонжеронами фюзеляжа и два — у нижнего входного люка. При установке турели ЛУ нижний люк открывался целиком внутрь, откидываясь на петлях назад по полёту. На более поздних сериях при монтаже МВ-2 люк имел две створки, открывающиеся наружу. Предусматривался также доступ в кабину через верхнюю турель, часть экрана которой откидывалась. Чтобы подняться к этому месту, на левом борту фюзеляжа снаружи сделали три потайных (закрывавшихся подпружиненными щитками) подножки.
Начиная с рамы № 29 начинается киль, форму которого образуют верхние части рам и нервюры.
Крыло свободнонесущее, двухлонжеронное, с работающей обшивкой. Имело в плане трапециевидную форму с закруглёнными концами. В крыле располагались топливные и масляные баки.
Разъёмы делили крыло на пять отъёмных частей: центроплан, два мотоотсека и две консоли. Центроплан имел два лонжерона, 11 нервюр и стрингеры. Лонжероны — клёпаные фермы из стальных и дюралевых элементов. Нервюры были склепаны из труб и профилей. Каркас секции мотоотсека включал два лонжерона и две нервюры. В консолях имелось по два лонжерона, 26 нервюр и стрингеры. Лонжероны консолей делились на три части. Они имели сплошную стенку и были усилены лентами-расчалками. Ближние к плоскости разъёма нервюры являлись рамами, изготовленными из П-образных профилей, далее размешались штампованные рамы, усиленные уголковыми профилями.
На задней кромке каждой ОЧК от нервюры № 9 до законцовки крыла навешивались трёхсекционные элероны с весовой компенсацией. Их каркас состоял из дюралевых штампованных лонжеронов и нервюр, поверх которых шла дюралевая обшивка. На правом элероне стоял триммер-флетнер, на левом — флетнер.
По задней кромке крыла от центроплана до 9-й нервюры ОЧК с обеих сторон монтировались трёхсекционные посадочные щитки типа Цапп.
Оперение самолёта свободнонесущее. Стабилизатор и киль цельнометаллические. Рули имели дюралевый каркас и полотняную обтяжку. Рули высоты и направления снабжены весовой компенсацией. На всех рулях стояли триммеры, а на руле высоты также флетнеры.
Стабилизатор имеет отрицательный установочный угол −0°45′ и состоит из трёх частей: центральная часть изготовлена вместе с фюзеляжем, а две консоли крепятся к ней болтами. Стык центральной части и фюзеляжа закрыт зализом. Консоли стабилизатора имеют по два ферменных лонжерона из дюралевых труб и нервюры — фермы из профилей. В носке руля высоты расположен лонжерон, у корня переходящий в соединительную трубу. Нервюры руля частично ферменные, частично штампованные. Весовой компенсатор руля высоты прикреплён к соединительной трубе.
Киль выполнен зацело с фюзеляжем. Руль направления имеет аналогичную с рулём высоты конструкцию. Его противовес расположен на кронштейне в верхней части руля.

### Винтомоторная группа
Состояла из двухдвухрядных звездообразных моторов воздушного охлаждения типа М-87Б или М-88 (М-88Б). Все эти моторы являются развитием французского 14-цилиндрового авиамотора фирмы «Гном Рон» — Gnome-Rhône 14K Mistral Major, в своё время очень популярного силового агрегата, производимого по лицензии перед войной в странах Европы и в Японии. СССР также купил лицензию на производство этого мотора в 1933 году и наладил его серийное производство под индексами: М-85, М-86, М-87, М-88, М-89 (последний опытный образец в серию не передавался).
Некоторые ТТХ моторов М-87А, М-87Б, М-88, М-88Б:
- число цилиндров — 14
- рабочий объём — 38,65 литра
- степень сжатия — 6,1
- степень редукции — 2/3
- мощность на взлётном режиме — 950 л. с. (М-87А, М-87Б); 1100 л. с. (М-88, М-88Б)
- максимальная продолжительность непрерывной работы на взлётном режиме — не более 5 мин
- номинальная мощность на 1-й скорости нагнетателя у земли — 950 л. с. (М-88, М-88Б)
- номинальная мощность на 1-й скорости нагнетателя на расчётной высоте 4000 м — 1100 л. с. (М-88, М-88Б)
- номинальная мощность на 2-й скорости нагнетателя на расчётной высоте 6000 м — 1000 л. с. (М-88, М-88Б)
- максимально допустимые обороты мотора на пикировании — 2600 об./мин[7]
- обороты малого газа на земле — не выше 450 об./мин
- топливо — этилированный бензин сорта 3Б-78, 4Б-74, Б-95
- моторное масло — минеральные масла МС, МЗС или касторовое масло[8].
- сухой вес мотора — 640 кг М-87Б, 660 кг М-88 и 684 кг М-88Б

Примечание. На ДБ-3М мотор М-88 можно было менять в эксплуатации (силами ИТС авиаполка) на М-87Б.
Моторы смонтированы на агрегате крыла под общим названием моторный отсек. Этот агрегат, в целом повторяя конструкцию крыла, соединял центропланную секцию с ОЧК, и включал мотогондолу с мотором и узлами навески основной стойки шасси. Управление работой моторов состояло из дросселей нормального газа, высотных корректоров, скоростей нагнетателя, выключением ограничения скоростей наддува (форсаж) и остановом мотора.
Оба мотора были установлены на моторамах из стальных труб и закрыты капотами типа NACA с управляемыми юбками для охлаждения цилиндров. Юбки приводятся в действие гидравлически, ручным насосом у пилота, на самолётах более поздних серий — тросовым механизмом. Зимой капотирование дополнялось лобовым щитом с секторными прорезями, закрывавшимися управляемыми поворотными щитками.
Для смазки движущихся частей мотора на самолёте было смонтировано две замкнутые маслосистемы под давлением, для каждого мотора раздельно. Запас масла находился в двух маслобаках ёмкостью по 144 литра, которые было запрещено заправлять более чем на 0,9 полного объёма бака. К моторам масло подавалось нагнетающей помпой, где после смазки всех узлов скапливалось в отстойнике, откуда оно отсасывалось помпой откачки и последовательно подавалось в два сотовых маслорадиатора, расположенных в носке ОЧК между нервюрами № 1 и 3. Из радиаторов масло сливается обратно в маслобак.
Перед радиаторами стояли регулирующие расход воздуха шторки, а за ними — поворотные заслонки. Управление шторками и заслонками сблокировано и производится одновременно — из кабины пилота. Для контроля правильности работы маслосистемы в кабине были установлены два трёхстрелочных индикатора и указатели, всего контролировались параметры: температура входящего масла, температура выходящего масла и температура масла между вторым радиатором и баком, а также давление масла за нагнетающей помпой. В эксплуатации замена моторного масла — не производится, а производится долив взамен израсходованного. Общий расход масла на изношенном моторе может достигать 300 см³ на час полёта, причём он резко увеличивается при работе мотора на первой скорости нагнетателя (норма — 260 г/л. с. в час).
Выхлоп из цилиндров двигателей осуществляется в коллектор, а оттуда — в патрубки на оба борта мотогондолы. В левом патрубке у каждого мотора находится отвод для подачи проб выхлопных газов к газоанализатору ГЭА-50А.
На первых сериях самолётов устанавливались автоматические трёхлопастные винты-автоматы изменяемого шага типа ВИШ-3 (диаметром 3,25 м), позднее ВИШ-23Т (диаметром 3,4 м).
Запуск моторов производился карбюрированной смесью, которая образовывалась при прохождении топлива и сжатого воздуха с давлением 25-30 атмосфер через смеситель бензинового насоса в распределитель самопуска на моторе. Из распределителя смесь под давлением поступает в цилиндры мотора и проворачивает коленвал до вспышки в цилиндре. Пусковое топливо заливалось в бачок емкостью шесть литров, расположенный в подголовнике кресла пилота (в гаргроте). Система зажигания каждого мотора состояла из двух магнето, пусковой катушки КП-47-16, переключателя рабочего магнето (в кабине) ПДМ-129.

### Топливная система
Горючее находилось в шести баках обшей ёмкостью 3855 литров (что при удельном весе бензина 0,75 составляет 2890 кг). Баки разделены на четыре группы расхода: 1 группа (центральная, два бака в отсеках центроплана крыла), 2 группа левая (левый консольный бак), 2 группа правая (правый консольный бак) и резервная группа (два резервных бака в носке центропланной секции крыла). Все четыре группы баков снабжены датчиками электрического бензометра БЭ-27 с одним общим указателем и переключателем групп в кабине пилота.
Все баки полужёсткого типа, сварные из листа алюминиевого сплава АМЦ толщиной 0,8 мм. Межлонжеронные баки монтировались в специальных коробках-ложементах, куда нх опускали на полотняных лентах. С помощью этих лент они и вынимались вверх через специальные люки. Бак в носке центроплана снимался вместе с самим носком. Все баки протектированные и имеют внутренние противопожарные перегородки. На каждом баке имеется сливной кран, а на консольных — также клапаны аварийного слива горючего в воздухе, с тросовым управлением из кабины штурмана. Все баки соединены между собой трубопроводами и при необходимости можно использовать любой бак для питания горючим любого мотора.
Заправка баков самолёта может производится одновременно через шесть точек заправки с автозаправщика, альвеером (поршневым насосом) или вёдрами через воронку с замшевыми фильтроэлементами. Контроль количества заправленного горючего производится по весу, а также с помощью мерной линейки (так называемое «ныряло»), входящей в комплект инструмента. Электрический бензиномер, установленный на борту самолёта, работает только при положении в линии полёта и для контроля заправки непригоден.
Порядок расхода горючего: взлёт и набор высоты на группе баков № 1, на маршруте выработка из баков № 2, после полной выработки баков № 2 переход на баки группы № 1 до их полной выработки, затем переход на баки резервной группы. Весь процесс переключения баков выполнялся лётчиком вручную, причём от правильности работы с топливной аппаратурой зависело, будет ли выработано горючее из баков полностью или нет. В программу подготовки пилотов было включено два полёта на практическое освоение правильной выработки горючего и своевременное переключение групп баков.
Пусковое топливо для моторов: летом — грозненский бензин с удельной плотностью 0,71, зимой смесь того же бензина с эфиром в соотношении 4/1; ёмкость бачка шесть литров.

### Воздушная система
Была предназначена для уборки и выпуска шасси, управления посадочными щитками и была связана с системой воздушного запуска моторов.
Включала баллон высокого давления с давлением зарядки на 150 атм и ёмкостью 12 литров, смонтированного за задним лонжероном центроплана на левой стороне фюзеляжа. Этот баллон заряжался воздухом от наземного источника. Так как агрегаты шасси и щитков были рассчитаны на гораздо меньшее рабочее давление, то в линии стоял воздушный редуктор, понижающий давление до 35 атмосфер. Контрольный манометр расположен в кабине пилота слева по борту у рамы № 7, остальные манометры на приборной доске.
Для системы тормозов колёс шасси имелось два так называемых баллона Виет, с давлением 25-30 атм.

### Шасси
Шасси ДБ-3Ф состояло из двух основных стоек и хвостого колеса. Основные стойки убирались назад в мотогондолы и закрывались створками, хвостовое колесо не убиралось. Створки основных стоек открывались и закрывались рычагами, на которые нажимали стойки. Нижняя часть колеса выступала под гондолу, защищая её при вынужденной посадке самолёта с убранным шасси. Каждая нога шасси состоит из двух стоек с гидропневматическими амортизатором, соединённых крестовиной, и заднего подкоса. Пневматик размером 1000×350 мм (позднее 1000×370 мм) закачивался сжатым воздухом до давления 3±0,2 атм.
Амортизаторы шасси заправлялись гидросмесью, состоящей из чистого технического глицерина и этилового спирта в соотношении 4/1, и закачивались сжатым воздухом. Объём смеси на каждую стойку — 1050 см³. Давление зарядки воздухом зависело от просадки стойки (от веса самолёта) и подбиралось по таблице в диапазоне от 36 до 68 атм.
Уборка и выпуск стоек шасси от пневмосистемы самолёта, при отсутствии давления возможен был аварийный механический выпуск шасси от лебёдки в кабине пилота.
Тормоза основных стоек пневматические, двухколодочные, с управлением от педалей. От степени нажатия на тормозные педали зависит тормозное усилие развиваемое на колесе, что позволяет плавно затормаживать самолёт, а также раздельно тормозить правым или левым колесом.
Сигнализация шасси включала две красные и две зелёные лампочки в кабине, два механических указателя на верхнем обтекателе моторов и звуковой сигнализатор в кабине — сирену, которая гудела, если шасси убраны и двигатели переведены на малый газ.
Костыльное колесо нетормозное, самоориентирующееся, смонтировано на неубираемой в полёте костыльной стойке с амортизатором. При взлёте и посадке колесо принудительно фиксировалось от разворота в нейтральном положении с помощью стопора, управляемого лётчиком. Размер пневматика 400×150 мм. Давление зарядки колеса — 4÷4,5 атм. Амортизатор костыля заправлялся той же самой гидросмесью, что и амортизаторы основных стоек шасси, в объёме 320 см³. Давление зарядки амортизатора костыля зависит от просадки поршня амортизатора и составляет от 62 до 113 атм.
Все работы с шасси (заправка, зарядка, смазка) выполняются при установке самолёта на подъёмники (пирамиды). Применяемая смазка для подвижных узлов — морозостойкая минеральная смазка НК-30 (смазка УМ).
Для перемещения самолёта по аэродрому с помощью трактора в комплект оборудования входил буксирный V-образный трос, который цеплялся к стойкам, и специальное буксирное приспособление (водило) для управления поворотом хвостового колеса.

### Спецоборудование
Источники тока: генератор постоянного тока ГС-1000 (только на правом моторе) и аккумуляторная батарея 12A-30 в кабине стрелка-радиста. Ближе к концу войны на некоторых самолётах ставили по два генератора (по одному на каждый мотор) из-за возросшего энергопотребления дополнительных бортовых систем.
Генератор представляет собой динамо-машину на рабочее напряжение в диапазоне 27-29 вольт, с принудительным воздушным охлаждением (крыльчаткой). Генератор работает в паре с регуляторно-распределительной коробкой РРК-37-1000. Максимально допустимый отдаваемый в сеть ток — 55 ампер.
В связи с большим количеством потребителей и сложной распределительной сетью (по сравнению с самолётами-истребителями тех лет) на Ил-4 возле кресла стрелка-радиста был установлен групповой предохранительный щиток, или «блок защиты бортовой сети». Этот блок содержал тринадцать плавких предохранителей, закрытых общей крышкой, с трафаретом (таблицей номиналов предохранителей).
Аккумуляторная батарея монтировалась в кронштейне с ванночкой на правом борту возле рабочего места стрелка-радиста.
Для питания бортовой сети от наземного источника на самолёте снаружи, за задним лонжероном крыла у рамы № 14, был установлен штепсельный разъём.
Для контроля параметров бортовой сети у стрелка-радиста имелось два стрелочных прибора: вольтметр со шкалой на 30 вольт и амперметр со шкалой 15-0-60 ампер.
Светотехника.
Внутреннее освещение местное, выполнено лампами накаливания в обеих кабинах и бомбовом отсеке. Позднее было дополнено ультрафиолетовыми лампами подсвета приборов.
Внешнее освещение:
- одна посадочная фара на левом крыле мощностью 500 ватт;
- аэронавигационные огни — бортовые БС-35 (по 10 ватт) и хвостовой огонь ХС-35 (5 ватт).

Приборное оборудование.
Состояло из трёх приборных досок у пилота, штурмана и стрелка-радиста, с расположенными на них аэронавигационными приборами, арматурой и другим оборудованием. Приборные доски крепились на амортизаторах типа Лорд.
Приборная доска пилота состояла из двух частей: справа — пилотажные приборы, слева — приборы контроля работы моторов. Между ними сверху располагался просвет для визуального общения между пилотом и штурманом, сверху просвета был смонтирован гирокомпас ГМК-2.
В правой части доски находятся авиагоризонт, указатель скорости, указатель поворота, вариометр и указатель высоты. В левой части — часы, тахометры, термометры. указатель бензиномера, различные индикаторы и переключатели. На некоторых самолётах монтировался автопилот АВП-12 (гидравлический). Он стоял под правой частью доски. На отдельном щитке между педалями находились термометры масла и манометр давления сжатого воздуха в тормозной системе.
Приборная доска штурмана крепилась между рамами № 3 и № 4 на левом борту. На ней находились приборы: указатель поворота, вариометр, указатель скорости, высотомер, часы и арматура освещения типа ОСП-1. Помимо приборов, смонтированных на приборных досках, у штурмана имелись: оптический бомбовый прицел ОПБ-2М, навигационный визир НВ-5Б и авиасекстант.
У стрелка-радиста на правом борту между рамами № 22 и № 23 вешалась небольшая доска треугольной формы с часами, указателем скорости и высотомером. Для освещения служит одна лампочка мощностью 5 вт.
Гироприборы (ГМК-2, авиагоризонт у лётчика и указатель поворота у штурмана) запитывались от вакуумпомпы АК-4, установленной на левом моторе. Для работы указателей поворота и авиагоризонтов имелось две трубки Вентури (малая и большая). Для трёх указателей скорости имелась одна общая трубка Пито в носовой части фюзеляжа. При установке на самолёт автопилота расположение и монтаж анероидно-мембранных приборов был другим.
Автопилот.
Как было отмечено выше, неоднократно принимались попытки по оснащению ДБ-3Ф/Ил-4 автопилотом.
Ещё в 1938 году вышло Постановление Комитета обороны при СНК СССР № 152сс «Об обеспечении потребностей ВВС РККА специальным самолётным и аэродромным оборудованием», где пунктом № 7 указывалось:
```
«Оборудовать 5 дальних самолётов ДБ‑3 серийными автопилотами АВП‑12 и предъявить их НКО для войсковых испытаний… Усовершенствовать автопилот АВП‑12 для работы его при температурах до ‑20 °С, с выпуском серией с 1 августа 1938 г.… Изготовить в IV квартале 1938 г. 5 шт. автопилотов АВП‑12 обр. 1936 г. и сдать их на госиспытания. Начальнику 10‑го Главного управления НКОП к 1 июля 1938 г. организовать производственную базу для монтажа и лётных испытаний опытных образцов автопилотов. НКО выделить для этого к 15 июня 1938 г. два самолёта ДБ‑3.»
[
9
]
```

Автопилот АВП-12 был копией американского автопилота фирмы «Сперри», который в рамках технической помощи был освоен в производстве московским заводом № 213 НКАП имени С. Орджоникидзе в 1937 году. Автопилот устанавливался на самолёты фирмы «Дуглас», а в СССР на лицензионную копию ДС-3 — пассажирский самолёт ПС-84 (Ли-2). Но из-за отсталости отечественной промышленности было невозможно в точности соблюсти технологические процессы при производстве агрегатов автопилота, и при работе автопилота при отрицательных температурах возникали температурные деформации элементов связи гироскопа с передающей системой и общее нарушение его работы. Что для отапливаемой кабины ПС-84 было не критично, а для продуваемой всеми ветрами кабины ДБ-3 было неприемлемо.
Инженером-конструктором завода № 213 Е. В. Ольманом было полностью переделано звено связи гироскопов с передающей системой. В таком виде автопилот стал называться АВП-12Д и в 1939 году поступил на испытания.
В то же время на заводе № 214 НКОП инженером В. Э. Соркиным был изготовлен автопилот АПГ-1 по типу АВП-12, но связь гироскопов с передающей системой была конструктивно изменена — гироскопический агрегат имел не вакуумное, а компрессивное питание при сохранении перепада давления 90 мм рт. ст.
Оба автопилота были рекомендованы к производству и затем производились серийно, но в явно недостаточном количестве.
Все серийные ДБ-3ф/Ил-4 были рассчитаны на установку автопилота.
Для перемещения рулевых поверхностей на самолёт монтировались три гидравлические рулевые машинки.
Для обеспечения работы автопилота на самолёте монтировалась самостоятельная гидросистема с маслопомпой на правом моторе, масляным баком, фильтром и обратными клапанами в правом моторном отсеке. На левом моторе монтировалась вакуумная помпа. Для вакуумной проводки автопилота использовалась существующая на самолёте в левом крыле проводка (трубопроводы) гироприборов.
Чувствительная часть автопилота и щиток регулятора скорости масла монтировались на правой приборной доске пилота. От роликов на чувствительной части шли три троса следящей системы к проводке управления самолётом.
В 1941 году на испытания в НИИ ВВС поступил автомат курса АК-1, по сути представлявший собой один канал автопилота АПГ-1. Этот прибор стабилизировал самолёт по курсу с точностью 1-2 градуса, в некоторой мере освобождая пилота от управления самолётом. Ввиду относительной дешевизны и простоты производства вместо автопилота на Ил-4, начиная с 1943 года, стали массово монтировать АК-1.
Связное оборудование.
Внутренняя связь между тремя членами экипажа осуществлялась переговорным устройством СПУ-ЗМ на три абонентских аппарата, дополнительно трёхцветной сигнализацией и звуковым сигналом (сиреной). Звуковой сигнал также гудел на посадке, если шасси не выпущено, а моторы задросселированы. Ещё между штурманом и стрелком была смонтирована линия пневмопочты, работавшая от набегающего потока воздуха. Чтобы отправить патрон с запиской, нужно было вытолкнуть воздухоприёмник пневмопочты за борт.
Радиостанция РСБ «Двина» была смонтирована на общей поворотной раме в кабине стрелка-радиста. Когда радиостанцией не пользовались, она откидывалась к борту самолёта, чтобы обеспечить проход и доступ к другим частям самолёта. При работе с радиостанцией стрелок-радист сидел против направления полёта, то есть лицом к хвостовому оперению.
На раме монтировались: передатчик, приёмник, модуляторно-дуплексный блок, три умформера: РУН-10А, РУН-75А и РУН-225А. Телеграфный ключ был установлен под турельной жёсткостью у рамы № 23.
Антенна радиостанции тросовая. На Ил-4 сверху была смонтирована деревянная мачта антенны между рамами 5а и 5в, от которой к килю был натянут стальной трос диаметром 2,5 мм, разделённый изоляторами на две части. Ближняя к кабине часть троса длиной три метра использовалась для работы радиополукомпаса РПК-2, остальная часть троса длиной 5,7 метра была антенной радиостанции. Для подключения антенны к радио использовался тросовый отвод от антенны до проходного изолятора на обшивке по правому борту у рамы № 20.
Радионавигационное оборудование.
На Ил-4 предусматривалась установка радиополукомпаса РПК-2 «Чайка». Этот аппарат служил для определения направления на источник радиоизлучения, в роли которого выступали наземные радиостанции, работающие в диапазоне от 167 до 1000 кгц. РПК позволял выдерживать курс самолёта на источник радиосигнала или относительно источника по прибору-индикатору или на слух, кроме того мог использоваться как обычный радиоприёмник.
В комплект РПК-2 входили следующие приборы и агрегаты:
- приёмник
- распределительный щиток
- индикатор настройки
- два индикатора курса
- механизм поворота рамки
- рамка
- умформер РУН-10А
- головные телефоны

Всё управление РПК было сосредоточено у штурмана, приёмник устанавливался у пилота на полу с левой стороны. Также в кабине пилота под передней частью фонаря устанавливался отдельный индикатор курса. Поворотная рамка пеленгатора устанавливалась или в подголовнике у пилота между рамами № 8-9, или внизу на обшивке кабины между рамами 5 и 5в, в этом случае рамка была помещена в обтекатель. Тросовая антенна РПК общая с радиостанцией РСБ. Агрегат питания, преобразующий самолётное напряжение 27 вольт в напряжение 220 вольт — умформер РУН-10А ставился отдельно в фюзеляже между рамами № 14 и № 15.
Кислородное оборудование.
Для каждого из трёх членов экипажа предусматривалось по два кислородных баллона ёмкостью по 12 л. У штурмана баллоны находились под полом пилотской кабины с левого борта, у пилота и стрелка — в их кабинах на правом борту. Для каждого члена экипажа имелся кислородный редуктор КПА-3 и маска.
Фотооборудование.
На самолёт предусматривалась установка аэрофотоаппарата АФА-Б в кабине стрелка-радиста. Управление фотоаппаратом дистанционное электрическое, командный прибор установлен в кабине штурмана слева у рамы № 5а, под щитком РПК. Лючок под объективом АФА имел жёсткое управление и открывался стрелком-радистом по команде штурмана.

### Вспомогательное оборудование
В хвостовой части самолёта около рамы № 29 стояли две кассеты КАС-8 для парашютных осветительных ракет. Они предназначались для освещения в ночное время площадки приземления. Их сбрасывание осуществлял пилот со своего места, посредством двух рукояток сброса.
У штурмана имелся ракетный пистолет РП-3 и патронташ на 29 сигнальных ракет.

### Бытовое оборудование
Никакого отопления в кабинах Ил-4 не было до самого конца эксплуатации. Ближе к концу войны были попытки изобрести систему отопления, наподобие как в американских самолётах типа «Дугласа» (с водяным теплообменником в выхлопном коллекторе мотора), но они закончились неудачей. Был предусмотрен локальный подогрев одежды экипажа встроенными нагревательными элементами от бортовой сети самолёта.
В каждой из кабин были медицинские аптечки (три штуки). В передней кабине на спинке сиденья штурмана была закреплена сумка с продуктами пищевого запаса для двух членов экипажа (пилот и штурман) и ещё одна сумка была подвешена на левом борту в кабине стрелка-радиста. Для оправления естественных надобностей экипажа имелись писсуары в виде текстолитового раструба и выведенной за борт трубки.

### Вооружение

#### Оборонительное вооружение
Стрелковое вооружение ранних ДБ-3Ф (ДБ-3М) состояло из двух пулемётов ШКАС калибра 7,62 мм, затем из трёх пулемётов.
Носовая пулемётная установка «НУ» 5Т251 монтировалась в кабине у штурмана в шаровом шарнире. Питание пулемёта осуществлялось лентой из патронного ящика ёмкостью 1000 патронов. В кабине стрелка-радиста сверху устанавливалась экранированная турель «СУ» 5Т211 под пулемёт ШКАС с боезапасом 1000 патронов, позднее была заменена на турель МВ-3 под тот же пулемёт с боезапасом 1200 патронов. Ранние ДБ-3Ф вообще не имели нижнего (люкового) пулемёта, позднее стали монтировать люковую шкворневую установку «ЛУ» 5Т231 от ДБ-3Б (УЛУ) с боезапасом на 500 патронов. Затем снизу смонтировали установку МВ-2 (боезапас 750 патронов). Переделка ранее построенных машин осуществлялась на заводах по плану модернизации, либо выездными бригадами промышленности на аэродромах базирования. Полностью комплектование построенных самолётовв новыми стрелковыми установками началось с лета 1940 года.
Турели МВ-2 и МВ-3 были разработаны в конструкторском бюро № 2 завода № 32 НКАП под руководством Г. М. Можаровского и И. В. Веневидова.

#### Бомбардировочное вооружение
Состояло из внешней и внутренней подвески. Нормальная нагрузка составляла 1000 кг.
Самолёт мог нести широкий ассортимент фугасных, осколочных, бронебойных, бетонобойных, зажигательных, осветительных и химических бомб.
Бомбы размещались на двух кассетных бомбодержателях Дер-21 в бомбоотсеке (по строительной оси, а не по бортам), двух наружных Дер-19 под фюзеляжем и четырёх Дер-31 под центральной частью крыла. Кассеты Дер-21 позволяли подвешивать бомбы калибром 50 и 100 кг. На балках Дер-19 можно было крепить бомбы весом до 500 кг. Вместо двух Дер-19 можно было установить один бомбодержатель Дер-20 для бомб до 1000 кг. Балки Дер-31 под крылом позволяли подвеску бомб калибром до 100 кг. Боеприпасы мелких калибров загружались в ротативно-рассеивающие (кассетные) бомбы РРАБ; последних существовало три типоразмера.
Сброс бомб осуществлялся посредством электрического бомбосбрасывателя ЭСБР-5, находившегося в кабине штурмана. Он давал возможность сбрасывать их залпом или серией с заданными интервалами. При отказе электрического сбрасывателя экипаж мог воспользоваться двумя аварийными механическими АСБР-2, стоявшими у пилота и штурмана.
Прицеливание при бомбометании осуществлял штурман с помощью оптического прицела ОПБ-2М, устанавливавшегося в рабочее положение в пол кабины штурмана. Позднее на самолёт стали дополнительно монтировать специальный ночной прицел НКПБ-З.
ДБ-3Ф мог нести разнообразное химическое вооружение. В его состав входили химические и осколочно-химические авиабомбы, ампульные кассеты АК-2, выливные приборы ВАП-500, зажигательные приборы ЗАП-500, универсальные приборы УХАП-500, дымовые приборы ДАП-500.
В качестве торпедоносца ДБ-3Ф мог нести под фюзеляжем на торпедном мосту Т-18 одну торпеду 45-36AН для низковысотного торпедометания или торпеду 45-36АВ для высотного торпедометания (с парашютным контейнером). Вместо торпедного моста мог устанавливаться минный держатель МД-45 для авиационных мин МАВ-1 или AMГ.

## Производство ДБ-3Ф и Ил-4
| Производитель                | 1940 | 1941 | 1942 | 1943 | 1944 | 1945 | 1946 | Всего: |
| № 18 (Воронеж)               | 808  | 328  |      |      |      |      |      | 1136   |
| № 126 (Комсомольск-на-Амуре) |      | 360  | 695  | 613  | 588  | 485  | 4    | 2745   |
| № 39 (Москва)                | 198  | 44   |      |      |      |      |      | 242    |
| № 39 (Иркутск)               |      |      | 53   | 698  | 118  |      |      | 869    |
| № 23 (Москва)                |      |      | 110  | 257  |      |      |      | 367    |
| Всего                        | 1006 | 732  | 858  | 1568 | 706  | 485  | 4    | 5359   |

| Производитель                | 1  | 2  | 3   | 4  | 5  | 6  | 7  | 8  | 9  | 10 | 11 | 12 | Всего |
| ---------------------------- | -- | -- | --- | -- | -- | -- | -- | -- | -- | -- | -- | -- | ----- |
| № 18 (Воронеж)               | 65 | 85 | 90  | 60 |    | 26 | 1  |    |    | 1  |    |    | 328   |
| № 126 (Комсомольск-на-Амуре) |    |    |     | 3  | 26 | 35 | 64 | 67 | 64 | 54 |    | 47 | 360   |
| № 39 (Москва)                | 9  | 8  | 10  | 9  | 6  | 1  | 1  |    |    |    |    |    | 44    |
| Всего                        | 74 | 93 | 100 | 72 | 32 | 62 | 66 | 67 | 64 | 55 |    | 47 | 732   |

| Квартал | I   | II  | III | IV | Всего |
| ------- | --- | --- | --- | -- | ----- |
| Ил-4    | 163 | 162 | 100 | 60 | 485   |

## Герои Советского Союза, воевавшие на Ил-4

Ил-4 (1942)

|                                 | Годы жизни | Боевых вылетов |
| ------------------------------- | ---------- | -------------- |
| Алейников, Сергей Петрович      | 1909—1983  | 240            |
| Алехнович, Антон Адамович       | 1914—1979  | 205            |
| Андреев, Иван Фёдорович         | 1910—1992  | —              |
| Барашев, Дмитрий Иванович       | 1920—1943  | 181            |
| Борисов, Василий Александрович  | 1913—1993  | 284            |
| Борисов, Владимир Иванович      | 1918—1974  | 302            |
| Васильев, Василий Васильевич    | 1915—1943  | 201            |
| Вязовский, Владимир Андреевич   | 1920—2005  | 263            |
| Гаранин, Алексей Дмитриевич     | 1921—1943  | 400            |
| Гастелло, Николай Францевич     | 1908—1941  | 3              |
| Гречишкин, Василий Николаевич   | 1911—1943  | 152            |
| Грошев, Леонид Петрович         | 1914—1986  | 226            |
| Даньщин, Сергей Петрович        | 1911—1943  | 201            |
| Захаров, Сергей Иванович        | 1918—2007  | 251            |
| Кот, Алексей Николаевич         | 1914—1997  | 293            |
| Краснухин, Александр Михайлович | 1908—1982  | 248            |
| Кретов, Степан Иванович         | 1919—1975  | 400            |
| Куликов, Сергей Иванович        | 1913—1953  | —              |
| Левчук, Семён Лукьянович        | 1918—2005  | 221            |
| Матросов, Алексей Евлампиевич   | 1911—1982  | ---            |
| Минаков, Василий Иванович       | 1921—2016  | 206            |
| Молодчий, Александр Игнатьевич  | 1920—2002  | 311            |
| Несмашный, Григорий Иванович    | 1914—1990  | —              |
| Осипов, Василий Николаевич      | 1917—1991  | 420            |
| Парахин, Ефим Данилович         | 1913—1997  | 294            |
| Паращенко, Феодосий Карпович    | 1919—1978  | 388            |
| Полежаев, Семён Антонович       | 1918—1982  | 224            |
| Прокудин, Алексей Николаевич    | 1915—1989  | 364            |
| Радчук, Павел Петрович          | 1909—1943  | —              |
| Решетников, Василий Васильевич  | 1919—2023  | 307            |
| Романов, Пётр Иванович          | 1918—1945  | 209            |
| Рощенко, Владимир Фёдорович     | 1921—1990  | —              |
| Рубцов, Анатолий Петрович       | 1914—1954  | 886            |
| Симаков, Иван Николаевич        | 1906—1953  | 299            |
| Симонов, Михаил Васильевич      | 1913—2004  | 278            |
| Ситнов, Валентин Егорович       | 1918—1945  | 150            |
| Тихомолов, Борис Ермилович      | 1913—1991  | 212            |
| Тихонов, Василий Гаврилович     | 1909—1976  | —              |
| Фёдоров, Евгений Петрович       | 1911—1993  | 200            |
| Хрусталёв, Павел Павлович       | 1917-1975  | —              |
| Черниенко, Георгий Георгиевич   | 1907-1977  | 155            |
| Чумаченко, Дмитрий Васильевич   | 1909—1948  | 326            |
| Швец, Степан Иванович           | 1905-1998  | 267            |
| Щелкунов, Василий Иванович      | 1910-1974  | —              |

## Герои Российской Федерации, воевавшие на Ил-4
| Герой Российской Федерации (1996 г., посмертно) | Герой Российской Федерации (1996 г., посмертно) | Герой Российской Федерации (1996 г., посмертно) |
| ----------------------------------------------- | ----------------------------------------------- | ----------------------------------------------- |
|                                                 | Звание                                          | Годы жизни                                      |
| Маслов, Александр Спиридонович                  | капитан                                         | 1907—1941                                       |
| Балашов, Владимир Михайлович                    | лейтенант                                       | ??—1941                                         |
| Бейскбаев, Бахтурас                             | младший сержант                                 | ??—1941                                         |
| Реутов, Григорий Васильевич                     | младший сержант                                 | ??—1941                                         |

## Тактико-технические характеристики
Лётные и технические характеристики всех самолётов ДБ-3М/Ф — Ил-4 имели существенные отличия, в зависимости от конкретной модификации самолёта, его комплектации, года выпуска и завода-изготовителя, что показано ниже:

### Технические характеристики

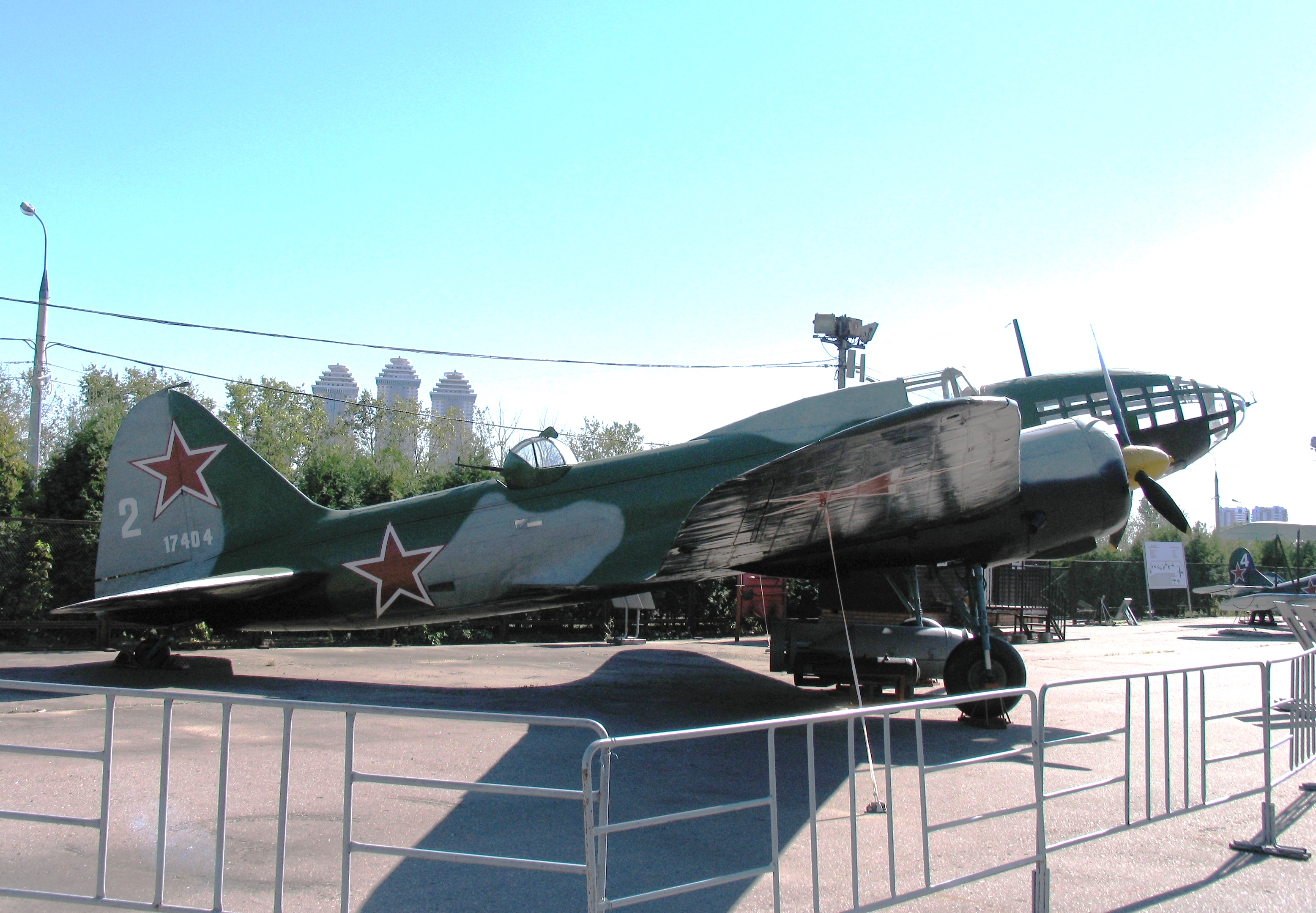
Ил-4

- Экипаж: три-четыре человека (командир экипажа — лётчик, штурман и стрелок-радист, после 1940 года ввели стрелка люковой установки).
- Длина: 14,8 м
- Размах крыла: 21,44 м
- Высота: 4,10 м
- Площадь крыла: 66,7 м²
- Масса пустого: ~5564÷5800 кг (Ил-4 М-88Б с деревянной кабиной штурмана и фанерной обшивкой крыла — 6421 кг)
- Расчётная максимальная взлётная масса: ~до 10150 кг (макс. ДБ-3Ф с моторами М-82 постройки завода № 126 в 1942 году — 11500 кг)
- Двигатели:: два мотора воздушного охлаждения М-87Б/М-88/М-88Б или М-82

### Лётные характеристики
- Максимальная скорость:
  - на расчётной высоте 6000 м : 406 км/ч (самолёт с моторами М-88Б постройки завода № 126 в 1944 г.)
  - у земли: в пределах 332÷379 км/ч (в зависимости от моторов и комплектации)
- Дальность полёта максимальная: 3000-3300 км
- Скороподъёмность: 4,4 м/с (264 м/мин)
- Практический потолок: ~8300÷9400 м (макс. 10050 м — ДБ-3М М-88 1940 г. в.)
- Расчётный вес максимально перевозимого груза на расстояние 500 км (самолёт ДБ-3Ф) — 2766 кг. В это число входит вес трёх человек экипажа с парашютами — 264 кг, всё штатное стрелковое оборонительное вооружение самолёта с боекомплектом и полезный груз в виде бомбо-минного вооружения самолёта или иной груз. В случае установки в бомбовый отсек стеллажа из досок на нём можно было перевозить до семи человек л/с или семь сидячих раненых — в сумме 700 кг[11])

### Вооружение
Оборонительное
- 2, позднее 3 пулемёта ШКАС — передняя, верхняя и люковая стрелковые установки[12].

Бомбардировочное
Боевая нагрузка:
- нормальная: до 1000 кг
- максимальная: до 2500 кг

## Памятники
| Тип памятника                                          | Местонахождение | Надписи | Фото |
| ------------------------------------------------------ | --- | --- | ---- |
| Самолёт-памятник                                       | г. Североморск (Мурманская область)                                                                                         | | фото |
| Памятный знак на месте гибели самолёта                 | г. Севастополь, ул. Суворова                                                                                                | Здесь 26.IX.1943 г. при выполнении боевого задания погиб экипаж самолёта «Ил-4» 5 гвардейского минно-торпедного авиационного полка ВВС ЧФ. Гвардии ст. лейтенант Надеждин В. А., гвардии старшина Правдивый И. Ф., гвардии сержант Борисов А. П. | фото |
| Памятный знак разбившемуся в 1942 году бомбардировщику | Московская область, Балашиха, микрорайон Купавна, Озёрная улица (55.749589, 38.120934, https://yandex.ru/maps/-/CCU1jHaQWD) | На этом месте 07 июля 1942 года, выполняя учебный полет, разбился самолёт-бомбардировщик Ил-4 № А.Д.Д.Д., 748 АП. Погиб экипаж: Командир Гв. Подполковник Венецкий Александр Иосифович 1908 г. р. Летчик Ст. Лейтенант Матвеев Сергей Николаевич 1910 г. р. Стрелок-радист Лукьяненко Дмитрий Алексеевич 1919 г. р. Эти герои внесли вклад, заплатив своими жизнями за Великую Победу! Экипаж похоронен на военном кладбище г. Монино М. О. С Благодарностью от живущих и уже ушедших поколений Памятный знак установлен 20 июня 2020 года. | фото |

## В фильмографии
- Ил-4 показан в советских художественных фильмах «Валерий Чкалов» (1941) и «Торпедоносцы» (1983)
- Оружие победы. Дальний бомбардировщик Ил-4 на YouTube